# Joe Cooley
Pour les articles homonymes, voir Cooley.
Joe Cooley, né en 1924 et décédé le 20 décembre 1973, est un musicien traditionnel irlandais, joueur d'accordéon.

## Biographie
Joe Cooley vient au monde à Peterswell, près de Gort, dans le comté de Galway, en 1924, dans une famille musicienne. Ses deux parents étaient des joueurs de mélodéon. Il commence à jouer de l'accordéon à l'âge de dix ans.
Adolescent, il joue dans la région des Midlands, et se retrouve à Dublin en 1945, où il rejoint le Galway Rovers Céili Band. Il fait la rencontre de Sonny Brogan et du sonneur de uilleann pipes, Johnny Doran, qui auront tous deux une grande influence sur son style musical.
Joe Cooley est un des fondateurs de The Tulla Céilí Band et un promoteur infatigable de la musique traditionnelle irlandaise. On le considère comme l'un des accordéonistes les plus accomplis et les plus marquants de son époque. Il quitte le groupe en 1948, pour travailler à la reconstruction de Londres, non sans avoir enregistré avec lui pour Raidió Teilifís Éireann. Il rejoindra le groupe à la fin de 1950.
En 1953, il participe au All-Ireland Fleadh Championship à Athlone et les juges durent le rappeler avec Paddy O'Brien, pour les départager. Le jury couronna finalement Paddy O'Brien.
Il collabore avec le fiddler de Galway Joe Leary à travers toute l'Irlande.
C'est à Miltown Malbay (comté de Clare) qu'il présente son accordéon à boutons Paolo Soprani do–ré, qu'il surnomme the box ('la boite'), qui l'accompagna tout au long de sa tournée américaine (Joe Cooley Céili Band et Joe Cooley Instrumental Group) durant les années 50 jusqu'aux années 70. Aux États-Unis, il se marie avec Nancy McMahon de Killenana (comté de Clare).
Malade d'un cancer, il rentre en Irlande, et continue à jouer de l'accordéon jusqu'à sa mort. Son instrument appartient à présent à son élève, Tony MacMahon (en), d'Ennis.
On retiendra de Joe Cooley le réel éponyme, originellement nommé The Tulla Reel, désormais un standard de la musique irlandaise.